# سامبلسی
سامبلسی (به فرانسوی: Sembleçay) یک کمون در فرانسه است که در اندر واقع شده‌است. سامبلسی ۸٫۰۸ کیلومتر مربع مساحت و ۱۰۶ نفر جمعیت دارد و ۱۰۰ متر بالاتر از سطح دریا واقع شده‌است.